# Öttusa az 1924. évi nyári olimpiai játékokon
Az 1924. évi nyári olimpiai játékokon az öttusában egy számban avattak bajnokot.

## Éremtáblázat
| Az 1924. évi nyári olimpiai játékok éremtáblázata öttusában | Az 1924. évi nyári olimpiai játékok éremtáblázata öttusában | Az 1924. évi nyári olimpiai játékok éremtáblázata öttusában | Az 1924. évi nyári olimpiai játékok éremtáblázata öttusában | Az 1924. évi nyári olimpiai játékok éremtáblázata öttusában | Olimpia  |
| ----------------------------------------------------------- | ----------------------------------------------------------- | ----------------------------------------------------------- | ----------------------------------------------------------- | ----------------------------------------------------------- | -------- |
|                                                             | Ország                                                      | Arany                                                       | Ezüst                                                       | Bronz                                                       | Összesen |
| 1.                                                          | Svédország (SWE)                                            | 1                                                           | 1                                                           | 1                                                           | 3        |
|                                                             |                                                             |                                                             |                                                             |                                                             |          |
| Összesen                                                    | Összesen                                                    | 1                                                           | 1                                                           | 1                                                           | 3        |

## Érmesek
| Az 1924. évi nyári olimpiai játékok érmesei öttusában |                               |       |                                   |       |                                 |       |
| Versenyszám                                           | Arany                         | Arany | Ezüst                             | Ezüst | Bronz                           | Bronz |
| férfi                                                 | Bo Lindman · Svédország (SWE) | 18    | Gustaf Dyrssen · Svédország (SWE) | 39,5  | Bertil Uggla · Svédország (SWE) | 45    |